# キューバ文学
キューバ文学（キューバぶんがく、スペイン語:Literatura de Cuba）では、キューバ共和国の文学について述べる。

## 歴史

### 植民地時代
先コロンブス期のキューバ島にはタイノ人やカリブ人の口承文学が存在していたが、1492年10月27日にキューバ島がクリストーバル・コロンに発見された後、疫病やスペイン人との戦いで先住民族は絶滅したため、キューバの文学はこれ以降、スペイン語によるものとなった。

#### 19世紀
18世紀末の1790年に『ラ・アバナ新聞』が創刊された後、19世紀に入るとホセ・マリア・デ・エレディアがロマン主義の潮流の中で活躍した。キューバはイスパノアメリカ独立戦争が終了した1825年以降も、プエルトリコと同様に独立を達成しなかった地域だったため、ロマン主義の潮流は独立運動と結びついて発達した。キューバのロマン主義においては積極的に独立闘争に関わったホセ・ハシント・ミラネスが活躍した。
1830年代から1840年代にかけてドミンゴ・デル・モンテは文学評論と海外の文学の導入に力を注ぎ、モンテの創刊した雑誌『レビスタ・ビメストレ・クバーナ』を軸にホセ・アントニオ・サコのような若い才能が集結した。
詩においてはムラートの詩人ガブリエル・デ・ラ・コンセプシオン・バルデス（別名プラシード）が活躍した。プラシードは反乱の罪によって処刑されたが、後のニコラス・ギリェンらに繋がる系譜を持つキューバの黒人詩のパイオニアとなった。小説においては、『セシリア・バルデス』（1839）のシリロ・ビリャベルデの名が特筆される。

#### モデルニスモ

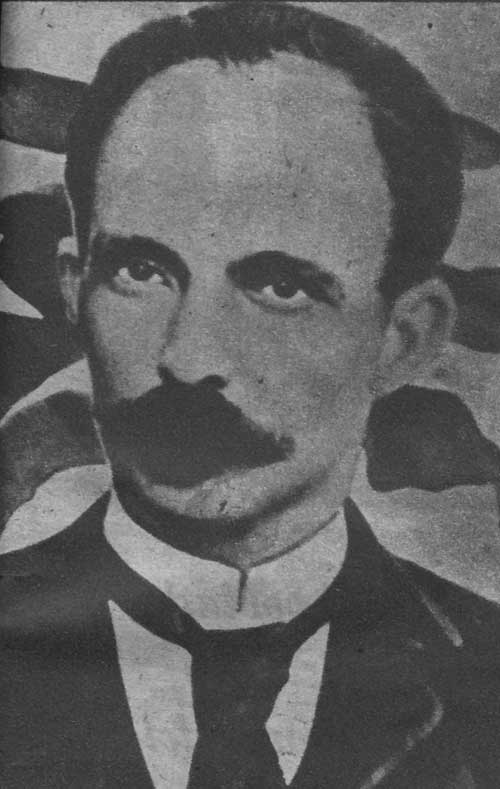
キューバ独立の父、ホセ・マルティ。モデルニスモ文学における優れた詩作のみならず、卓越した時代精神で近代文明を批評した。

1853年にハバナで生まれたホセ・マルティは若くして独立運動と詩作、劇作の道を歩み、『素朴な詩』（1891）など、モデルニスモ文学を代表する傑作を残した。さらに散文においても亡命先のニューヨーク滞在中に培った鋭敏な時代精神から、アングロアメリカの物質文明に警鐘を鳴らした『我らのアメリカ』（1891）などの優れた評論をも残している。マルティは1892年にキューバ革命党を設立した後、1895年に第二次キューバ独立戦争で戦死したが、キューバ独立の父となったのみならず、ニカラグアのルベン・ダリオやウルグアイのホセ・エンリケ・ロドーと共にラテンアメリカの精神文明の批評に大きな役割を果たした。

### 旧共和制
米西キューバ戦争の結果、1902年にキューバは主権を持った共和制国家として独立した。第一次世界大戦によって西ヨーロッパが没落し、ヨーロッパやアメリカ合衆国で黒人文化が発見されると共に、キューバでもネグリスモが盛んになり、黒人詩の大成者となったニコラス・ギリェンが現れた。小説においては、黒人の歴史を主題にしたリノ・ノバス・カルボや、『この世の王国』（1949）でハイチ革命を描き、グアテマラのミゲル・アンヘル・アストゥリアスと共に魔術的リアリズムの先駆者となったアレホ・カルペンティエールが活躍した。
キューバ人の文学者ではないものの、キューバをこよなく愛し、22年間キューバに暮らしたアメリカ合衆国の作家アーネスト・ヘミングウェイは後期の重要な著作『老人と海』をキューバで書き上げている。

### 革命後
1959年にフィデル・カストロとチェ・ゲバラらによってキューバ革命が達成され、プラヤ・ヒロン侵攻事件を経てキューバの社会主義化が進むと、革命政権の文化政策はキューバの文学にも大きな影響を与えた。カルペンティエールは革命を支持し、文化政策における重要人物となったが、セベロ・サルドゥイやギリェルモ・カブレラ＝インファンテは早くからヨーロッパに亡命するなど、文学者の間で革命をどのように評価するのかが大きな対立の争点となった。また、革命後しばらくは、ゲバラの『革命戦争回顧録』のように、革命そのものを題材にした紀行やエッセイが出版された。
1971年に詩人エベルト・パディーリャの作品が反政府的であるとみなされて逮捕され、自己批判を余儀なくされた事件は、キューバのみならず、キューバ革命を好意的に見る傾向があったラテンアメリカの文学者を二分した。この事件をきっかけに、ペルーのマリオ・バルガス・リョサのように革命政権不支持を打ち出した作家も現れたのである。このようなキューバ政府のイデオロギーに反する文学者への統制や、同性愛者や非社会主義者への弾圧は、ホセ・レサマ・リマやビリヒリオ・ピニェーラのように国内亡命を続け、不遇に耐えながら創作を行う作家や、キューバ政府の弾圧から逃れるために1980年にニューヨークに亡命したレイナルド・アレナスのような作家を生み、経済的失敗に起因する紙不足と共に、キューバの文学から活力ある才能を奪うことにもなった。
1991年にソビエト連邦が崩壊し、時を同じくしてキューバの経済が崩壊すると、1990年代には部分的な市場開放政策によって国内の紙不足を気にせずスペインなどでの出版が可能になったことは文学に大きな刺激を与え、それまでの革命文学の枠に収まらないような作家が現れた。『苺とチョコレート』のセネル・パスや、『事実の本』のアルトゥーロ・アランゴ、『ドン・フアンたち』のレイナルド・モンテーロ、アビリオ・エステベス、ペドロ・フアン・グティエレスなどの純文学作家がこの路線の人びとである。一方推理小説やSFなどの大衆的な分野でも、レオナルド・パドゥーラや『カラコル・ビーチ』のエリセオ・ディエゴなどが活躍している。
このようにキューバ本国での文学が徐々に転換の時代を迎える一方で、経済危機や政治的弾圧のためにキューバを離れて他国で創作活動を行う亡命作家として、ソエ・バルデスやダイーナ・チャビアーノが活躍している。

## 脚註